# Juventus Football Club 1952-1953
Questa voce raccoglie le informazioni riguardanti la Juventus Football Club nelle competizioni ufficiali della stagione 1952-1953.

## Stagione
La stagione 1952-1953 per la Juventus, detentrice dello scudetto, cominciò con le partenze di Caprile e di Scaramuzzi, che furono rimpiazzati da Carapellese, proveniente dal Torino, e da Del Grosso. Inoltre venne aggiunto alla prima squadra il difensore Garzena dalle giovanili. Le altre partenze furono Boniforti e Bizzotto, entrambi poco utilizzati nel corso della stagione precedente.
La prima partita ufficiale fu contro il Palermo allo Stadio La Favorita, che finì col risultato di 1-1. Le reti furono di Bettini per il Palermo e del nuovo acquisto Carapellese per gli juventini. La prima partita a Torino fu una sconfitta per 1-2 contro il Bologna.

Il nuovo acquisto Riccardo Carapellese, 9 gol in 17 partite nella sua unica stagione in bianconero.

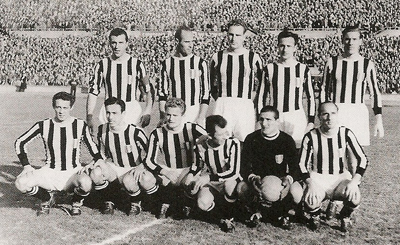
Una formazione della Juventus Football Club nella stagione 1952-53

Alla terza giornata arrivò la vittoria in casa dell'Atalanta per 1-5. Dopo questa partita cominciò una striscia di 8 vittorie consecutive che si interruppe con il pareggio contro la SPAL. Il girone d'andata si chiuse con 12 vittorie, 1 pareggio e 3 sconfitte.
Dopo aver perso contro la Triestina alla ventunesima giornata, la Juventus travolse la Fiorentina per 8-0 e successivamente batté le due squadre di Milano, ma perse contro la Roma neopromossa. Il campionato si concluse con un pareggio contro il Napoli per 1-1, che classificò la Juventus seconda dietro all'Inter.

## Divise
| Casa | Trasferta | 1ª portiere | 2ª portiere |

## Organigramma societario
Area direttiva
- Presidente: Gianni Agnelli

Area tecnica
- Allenatore: György Sárosi

## Rosa
| N. |                   | Ruolo | Calciatore              |
| -- | ----------------- | ----- | ----------------------- |
|    | Italia (bandiera) | P     | Filippo Cavalli         |
|    | Italia (bandiera) | P     | Giovanni Viola          |
|    | Italia (bandiera) | D     | Alberto Bertuccelli     |
|    | Italia (bandiera) | D     | Giuseppe Corradi        |
|    | Italia (bandiera) | D     | Bruno Garzena           |
|    | Italia (bandiera) | D     | Sergio Manente          |
|    | Italia (bandiera) | C     | Rino Ferrario           |
|    | Italia (bandiera) | C     | Giacomo Mari            |
|    | Italia (bandiera) | C     | Carlo Parola (capitano) |
|    | Italia (bandiera) | C     | Alberto Piccinini       |

| N. |                      | Ruolo | Calciatore                         |
| -- | -------------------- | ----- | ---------------------------------- |
|    | Italia (bandiera)    | C     | Umberto Pinardi                    |
|    | Italia (bandiera)    | A     | Giampiero Boniperti (vicecapitano) |
|    | Italia (bandiera)    | A     | Riccardo Carapellese               |
|    | Italia (bandiera)    | A     | Guido Del Grosso                   |
|    | Danimarca (bandiera) | A     | John Hansen                        |
|    | Danimarca (bandiera) | A     | Karl Aage Hansen                   |
|    | Italia (bandiera)    | A     | Ermes Muccinelli                   |
|    | Danimarca (bandiera) | A     | Karl Aage Præst                    |
|    | Italia (bandiera)    | A     | Pasquale Vivolo                    |

## Calciomercato
| Acquisti | Acquisti             | Acquisti | Acquisti   |
| R.       | Nome                 | da       | Modalità   |
| -------- | -------------------- | -------- | ---------- |
| A        | Riccardo Carapellese | Torino   | definitivo |
| A        | Guido Del Grosso     | Fidenza  | definitivo |

| Cessioni | Cessioni           | Cessioni | Cessioni   |
| R.       | Nome               | a        | Modalità   |
| -------- | ------------------ | -------- | ---------- |
| D        | Enrico Boniforti   | Lucchese | definitivo |
| C        | Romolo Bizzotto    | SPAL     | definitivo |
| A        | Emilio Caprile     | Lazio    | definitivo |
| A        | Ermanno Scaramuzzi | Brescia  | definitivo |

## Risultati

### Serie A

#### Girone di andata
| Arbitro: | Agnolin (Bassano del Grappa) |

|             |           |                 |
| Bettini 49’ | Marcatori | 53’ Carapellese |

| Arbitro: | Orlandini (Roma) |

|               |           |                      |
| J. Hansen 49’ | Marcatori | 19’ Randon 70’ Bacci |

| Arbitro: | Gemini (Roma) |

|             |           |                                                             |
| Cergoli 61’ | Marcatori | 9’ Muccinelli 45’, 84’ Carapellese 60’ Vivolo 80’ J. Hansen |

| Arbitro: | Bellè (Venezia) |

|                               |           |                          |
| J. Hansen 21’ Vivolo 29’, 82’ | Marcatori | 63’ Boscolo 67’ Giannini |

| Arbitro: | Bernardi (Bologna) |

|             |           |                        |
| Mariani 22’ | Marcatori | 13’ (rig.), 52’ Vivolo |

| Arbitro: | Marchese (Frattamaggiore) |

|                                                |           |  |
| Vivolo 34’ (rig.) J. Hansen 40’, 74’ Præst 69’ | Marcatori |  |

| Arbitro: | Bernardi (Bologna) |

|  |           |                 |
|  | Marcatori | 47’ Carapellese |

| Arbitro: | Agnolin (Bassano del Grappa) |

|                                                      |           |               |
| J. Hansen 35’ Boniperti 46’ Præst 58’ Muccinelli 89’ | Marcatori | 87’ Moltrasio |

| Arbitro: | Massai (Pisa) |

|  |           |                                                           |
|  | Marcatori | 12’, 78’ J. Hansen 27’, 34’, 75’ Vivolo 30’ (aut.) Feccia |

| Arbitro: | Jonni (Macerata) |

|                      |           |  |
| Vivolo 40’, 45’, 90’ | Marcatori |  |

| Arbitro: | Pieri (Trieste) |

|               |           |                                 |
| Sega 58’, 86’ | Marcatori | 73’ (rig.) Vivolo 88’ J. Hansen |

| Arbitro: | Massai (Pisa) |

|  |           |                               |
|  | Marcatori | 18’ Nordahl 42’, 76’ Frignani |

| Arbitro: | Bellè (Venezia) |

|                                |           |                                   |
| Rebuzzi 22’ Bertoloni 49’, 74’ | Marcatori | 3’, 20’ J. Hansen 32’ Carapellese |

| Arbitro: | Agnolin (Bassano del Grappa) |

|                              |           |                                  |
| Præst 11’, 71’ J. Hansen 84’ | Marcatori | 67’ Bronée 90’ (rig.) Pandolfini |

| Arbitro: | Agnolin (Bassano del Grappa) |

|                          |           |  |
| Lorenzi 30’ Skoglund 61’ | Marcatori |  |

| Arbitro: | Bernardi (Bologna) |

|                                                              |           |  |
| J. Hansen 44’, 62’ Præst 58’ K. A. Hansen 82’ Muccinelli 88’ | Marcatori |  |

| Arbitro: | Bellè (Venezia) |

|                                    |           |                       |
| Pesaola 25’ Jeppson 26’ Amadei 90’ | Marcatori | 6’ J. Hansen 9’ Præst |

#### Girone di ritorno
| Arbitro: | Piemonte (Monfalcone) |

|                        |           |               |
| Mari 39’ Boniperti 87’ | Marcatori | 69’ De Grandi |

| Arbitro: | Massai (Pisa) |

|                |           |  |
| Mike Mayer 28’ | Marcatori |  |

| Arbitro: | Corallo (Lecce) |

|               |           |              |
| J. Hansen 62’ | Marcatori | 10’ Sørensen |

| Arbitro: | Scaramella (Roma) |

|                       |           |                      |
| Petagna 5’ Dorigo 59’ | Marcatori | 65’ (rig.) J. Hansen |

| Arbitro: | Carpani (Milano) |

|                                                                                |           |  |
| Boniperti 1’, 68’ Vivolo 22’ Carapellese 51’, 84’ J. Hansen 60’, 75’ Præst 78’ | Marcatori |  |

| Arbitro: | Bellè (Venezia) |

|          |           |                 |
| Moro 24’ | Marcatori | 34’ Carapellese |

| Arbitro: | Tassini (Verona) |

|                          |           |              |
| Vivolo 12’ Boniperti 18’ | Marcatori | 26’ Cattaneo |

| Arbitro: | Orlandini (Roma) |

|  |           |           |
|  | Marcatori | 68’ Præst |

| Arbitro: | Bellè (Venezia) |

|               |           |           |
| J. Hansen 78’ | Marcatori | 27’ Piola |

| Arbitro: | Bernardi (Bologna) |

|           |           |                      |
| Conti 41’ | Marcatori | 33’ (rig.) J. Hansen |

| Arbitro: | Jonni (Macerata) |

|                                |           |                           |
| Del Grosso 34’ Carapellese 60’ | Marcatori | 15’ Mussino 45’ Pellicari |

| Arbitro: | Orlandini (Roma) |

|             |           |                         |
| Nordahl 14’ | Marcatori | 11’ Præst 68’ Boniperti |

| Arbitro: | Rigato (Mestre) |

|                                 |           |  |
| K. A. Hansen 23’ Muccinelli 78’ | Marcatori |  |

| Arbitro: | Bernardi (Bologna) |

|                                       |           |  |
| Perissinotto 11’ Tre Re 16’ Galli 31’ | Marcatori |  |

| Arbitro: | Agnolin (Bassano del Grappa) |

|                         |           |                |
| Boniperti 35’ Præst 88’ | Marcatori | 73’ Giacomazzi |

| Arbitro: | Valsecchi (Milano) |

|  |           |            |
|  | Marcatori | 44’ Vivolo |

| Arbitro: | Bellè (Venezia) |

|                      |           |             |
| J. Hansen 50’ (rig.) | Marcatori | 31’ Jeppson |

## Statistiche

### Statistiche di squadra
| Competizione | Punti | In casa | In casa | In casa | In casa | In casa | In casa | In trasferta | In trasferta | In trasferta | In trasferta | In trasferta | In trasferta | Totale | Totale | Totale | Totale | Totale | Totale | DR  |
| Competizione | Punti | G       | V       | N       | P       | Gf      | Gs      | G            | V            | N            | P            | Gf           | Gs           | G      | V      | N      | P      | Gf     | Gs     | DR  |
| ------------ | ----- | ------- | ------- | ------- | ------- | ------- | ------- | ------------ | ------------ | ------------ | ------------ | ------------ | ------------ | ------ | ------ | ------ | ------ | ------ | ------ | --- |
| Serie A      | 45    | 17      | 11      | 4       | 2       | 44      | 18      | 17           | 7            | 5            | 5            | 29           | 22           | 34     | 18     | 9      | 7      | 73     | 40     | +33 |

### Statistiche dei giocatori
| Giocatore      | Serie A  | Serie A | Serie A     | Serie A    |
| Giocatore      | Presenze | Reti    | Ammonizioni | Espulsioni |
| -------------- | -------- | ------- | ----------- | ---------- |
| A. Bertuccelli | 24       | 0       | ?           | ?          |
| G. Boniperti   | 29       | 7       | ?           | ?          |
| R. Carapellese | 17       | 9       | ?           | ?          |
| F. Cavalli     | 6        | -9      | ?           | ?          |
| G. Corradi     | 24       | 0       | ?           | ?          |
| G. Del Grosso  | 4        | 1       | ?           | ?          |
| R. Ferrario    | 8        | 0       | ?           | ?          |
| B. Garzena     | 1        | 0       | ?           | ?          |
| J. Hansen      | 29       | 22      | ?           | ?          |
| K. A. Hansen   | 21       | 2       | ?           | ?          |
| S. Manente     | 29       | 0       | ?           | ?          |
| G. Mari        | 30       | 1       | ?           | ?          |
| E. Muccinelli  | 21       | 4       | ?           | ?          |
| C. Parola      | 25       | 0       | ?           | ?          |
| A. Piccinini   | 26       | 0       | ?           | ?          |
| K. Å. Præst    | 30       | 10      | ?           | ?          |
| G. Viola       | 28       | -31     | ?           | ?          |
| P. Vivolo      | 22       | 16      | ?           | ?          |